# Калій
Ка́лій (англ. Potassium, potash; нім. Kalium n) — хімічний елемент, належить до групи лужних металів, символ К, атомний номер 19; атомна маса 39,098.
М'який сріблясто-білий метал. Хімічно дуже активний, сильний відновник, на повітрі легко окиснюється. Відкритий англійським хіміком Гемфрі Деві 1807 року. Густина 0,856. Температура плавлення 63,55 °C, температура кипіння 760 °C. Твердість за Брінеллем 400 кПа. Металічний калій легко ріжеться ножем.
Калій — один з найпоширеніших петрогенних елементів земної кори — 2,5 % (за масою). Найважливіші мінерали: сильвін, карналіт, каїніт, лангбейніт. Вміст калію в ультраосновних гірських породах 0,03 %, в основних 0,83 %, середніх 2,3 %, в кислих 3,34 %. Максимальні концентрації калію (до 7 %) виявлені в лужних породах агпаїтового ряду. Головні калійні мінерали в цих породах лужні польові шпати, слюда, нефелін, лейцит.
При випаровуванні морської води в осад випадають такі мінерали калію: сильвініт, карналіт, каїніт, полігаліт. Внаслідок інтенсивного випаровування морської води в минулі геологічні епохи, особливо в пермський період, були утворені великі родовища калійних солей.

## Історія
1807 року англійський хімік Гемфрі Деві електролізом твердого їдкого калію (KOH) виділив калій і назвав його потассієм. 1809 року Людвіг Вільгельм Гільберт запропонував назву «калій» (від араб. аль-калі — поташ).

## Поширення в природі
Калій — досить поширений хімічний елемент, на нього припадає 2,6 % маси земної кори. У зв'язку з високою хімічною активністю у вільному стані в природі він не зустрічаються, а тільки у вигляді різних сполук. Деякі з них, як хлорид калію, утворюють потужні родовища.
Найбагатші у світі родовища солей калію у вигляді мінералів сильвіну KCl, сильвініту KCl·NaCl, карналіту KCl· MgCl2·6H2O і каїніту KCl·MgSO4·3H2O розташовані поблизу м. Солікамська. Крім того, значні поклади сполук калію знайдені в Білорусі (м. Солігорськ) і в Україні (м. Калуш і м. Стебник у Прикарпатті).

## Фізичні властивості
У вільному стані калій — сріблясто-білий легкий метал. Густина — 0,856 г/см³. Метал дуже м'який і легко ріжеться ножем. Температура плавлення — 63,38 °С.

## Хімічні властивості
Калій належить до головної підгрупи першої групи періодичної системи Менделєєва. Його атоми мають на зовнішньому електронному шарі по одному електрону, який вони легко втрачають і перетворюються на іони з одним позитивним зарядом. Тому в своїх сполуках калій буває лише позитивно одновалентним.
Калій — дуже активний метал. Легко втрачаючи свої валентні електрони, він є дуже сильними відновником. В електрохімічному ряді напруг він займає перше місце зліва від водню.
У сухому повітрі калій енергійно взаємодіє з киснем повітря і перетворюються на супероксид:
{\displaystyle \mathrm {K+O_{2}\longrightarrow KO_{2}} };
Тому його зберігають під шаром гасу або мінерального масла.
З галогенами калій реагує дуже енергійно з утворенням солей галогеноводневих кислот: KCl, KI тощо. З рідким бромом він сполучається навіть з вибухом. З сіркою при деякому нагріванні утворює сульфіди: K2S.
З водою реагує дуже бурхливо, навіть з вибухом. Ще більш бурхливо реагує з кислотами (теж з вибухом). У вологому повітрі метал легко перетворюються на гідроксид:
{\displaystyle \mathrm {2K+2H_{2}O\longrightarrow 2KOH+H_{2}\uparrow } }
а останній, взаємодіючи з вуглекислим газом повітря, — в карбонат:
{\displaystyle \mathrm {2KOH+CO_{2}\longrightarrow K_{2}CO_{3}+H_{2}O} }
При високій температурі калій може відновлювати оксиди алюмінію, кремнію, тощо до вільних елементів:
{\displaystyle \mathrm {SiO_{2}+4K\longrightarrow Si+2K_{2}O} }

## Одержання
У вільному стані калій одержують електролізом розплавлених хлоридів або гідроксидів. При електролізі розплавлених їдких лугів позитивно заряджені іони металів притягаються до негативно зарядженого катода, приєднують по одному електрону (відновлюються) і перетворюються на атоми вільних металів, а негативно заряджені іони гідроксиду притягуються до позитивно зарядженого анода, віддають йому по одному електрону і перетворюються на електро-нейтральні групи OH, які розкладаються з утворенням води і кисню, що виділяється на аноді.
Одержання металічного калію електролізом розплавленого KCl можна зобразити такими рівняннями:
```
               KCl
               ↑↓
 — Катод <-  К
+
 + Cl
-
  -> Анод +
  K
+
 + e = K°          Cl
-
 — e = Cl°
```

## Застосування
З 40,7 мільйонів тон калію (у перерахунку на K2O), видобутому в світі за 2015 рік, 34,9 мільйона, тобто 85 %, використали для виробництва калійних добрив. Основними сполуками, яку використовують як добрива є хлорид калію, сульфат калію і калімагнезія.
Металічний калій слугує каталізатором при виробництві деяких видів синтетичного каучуку, наприклад калій-дівінілових каучуків.
Сполуки калію, такі як гідроксид калію або перманганат калію, використовують як абсорбенти.
Сплави калію з натрієм, рідкі при кімнатній температурі, використовують для охолодження у ядерних реакторах.
Велика кількість сполук калію є лікарськими засобами, наприклад:
- Перманганат калію («марганцівка») — антисептик
- Хлорид калію — використовують при нестачі калію в організмі
- Йодид калію — використовують при нестачі йоду в організмі
- Альгіт калію — використовують для лікування захворювання губ у дітей
- Бромід калію — протисудомний і седативний препарат

та багато інших.
Надпероксид калію (KO2) використовують як джерело кисню у регенераторних системах у замкнених просторах, наприклад, підводних човнах. Згідно деяких досліджень, калій може замінити літій у батареях, що може значно здешевити їх виробництво, адже калій значно розповсюдженіший і майже вдесятеро дешевший за літій.
Радіоактивний ізотоп калій-42 має період напіврозпаду 12 годин, тому його використовують як мічені атоми при медичних дослідженнях.
Сполуки калію застосовують для виготовлення скла, вибухових речовин тощо.

## Солі калію
Калій утворює солі з усіма кислотами. Солі калію за своїми властивостями дуже близькі до солей натрію. Найважливіші з них:
- Хлорид калію KCl
- Нітрат калію KNO3
- Сульфат калію K2SO4
- Карбонат калію K2CO3, або поташ
- Дихромат калію K2Cr2O7
- Гексаціаноферат(III) калію

## Радіоактивність
0,0117 % всього калію на Землі становить його радіоактивний ізотоп калій-40 з періодом напіврозпаду 1,248 млрд років. Ізотопи калію перемішані дуже рівномірно, і у будь-якій кількості природного калію міститься його радіоактивний ізотоп, тому кожен грам природного калію має радіоактивність близько 32 беккерелів. Калій є одним з поширених елементів у організмі людини і інших істот (у тілі дорослої людини міститься 160–180 грамів калію), а тому і основним джерелом власної радіації — за рік людина отримує 0,36 мілізіверта радіації при розпаді власного калію. Загалом, калій відповідальний за 75 % радіації, що її людина отримує з земних джерел.
Банани багаті калієм, тому їх радіоактивність на одиницю об'єму вища ніж у людини. Відомі випадки спрацювання датчиків радіації, викликані бананами. Через це, іноді використовують несистемну одиницю «банановий еквівалент», що дорівнює 0,1 мікрозіверта, і відповідає кількості радіації, що отримує людина, з'ївши один банан. Смертельна доза радіації для людини — 100 мільйонів бананових одиниць.
Розпад калію також робить внесок у тепловий баланс Землі. Підраховано, що якби весь калій-40 розпався миттєво, це призвело б до нагрівання Землі на 400 К